# Caso Blomberg-Fritsch

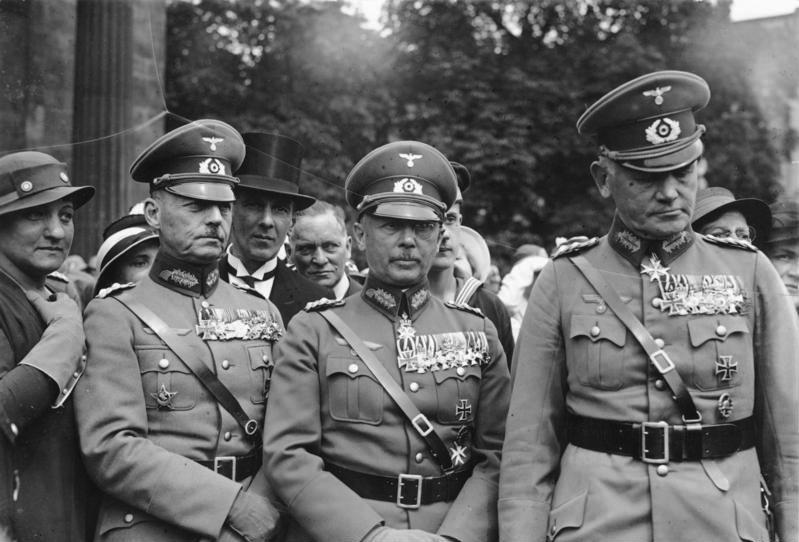
Da esq. para a dir.: general Gerd von Rundstedt, general Werner von Fritsch e coronel-general Werner von Blomberg; Neue Wache, Berlim, 1934

O Caso Blomberg-Fritsch, também conhecido como crise Blomberg-Fritsch (em alemão: Blomberg-Fritsch-Krise), consistiu em dois escândalos no início de 1938, dos quais resultaram na tomada do controlo da Wehrmacht por Adolf Hitler. Tal como documentado no Memorando Hossbach (5 de Novembro de 1937), Hitler estava insatisfeito com os dois altos comandantes, Werner von Blomberg e Werner von Fritsch, e via-os como muito hesitantes em relação aos preparativos da guerra que ele tinha ordenado. Hitler aproveitou a situação para substituir vários generais e ministros com homens da sua confiança.
Hitler assumiu o comando das forças armadas através do novo Oberkommando der Wehrmacht (OKW) após a derrota fora de Moscovo em Dezembro de 1941, e auto nomeou-se comandante do Oberkommando des Heeres (OKH) depois de Walther von Brauchitsch ter sido transferido para o comando do (Führerreserve). Hitler passou a participar na onde o marechal-de-campo Wilhelm Keitel nunca se lhe opôs.